# Quetsche d'Alsace
Quetsche d'Alsace (en España: Quetsche de Alemania) es una variedad cultivar de ciruelo (Prunus domestica), de las denominadas ciruelas europeas,
una variedad de ciruela. Es una de las ciruelas cultivadas principalmente en el este de Francia (Alsacia y Lorena) y que proporcionan los "quetsches". Las frutas tienen un tamaño pequeño a medio, color de piel azul amoratado casi negro, no siempre uniforme, y pulpa de color verde o amarillo verdosa, con textura firme, medianamente jugosa, y sabor medianamente azucarado, agradable.

## Sinonimia
- "Quetsche de Alemania",
- "Deutschlandzwetschge."[4][5]

## Historia
El nombre de Quetsche es el de unas ciruelas cultivadas principalmente en el este de Francia (Alsacia y Lorena) y que proporcionan los "quetsches" ciruelas alargadas. Fueron introducidas en Francia en los tiempos de las Cruzadas.
La palabra, de origen luxemburgués, es la variante en alemán medio del alemán estándar  "Zwetsche", "Zwetschge“ ciruela común, (Prunus domestica subsp. domestica), primitivamente "twetzschen", que sería tomado del franco-provenzal o galo-itálico * davascena (cf. Jura daveigne , comtois davdgna ), del latín tardío "damascēna", tomado a su vez del griego "damaskênon", que significa “ciruela de Damasco”.
'Quetsche d'Alsace' con el nombre de 'Quetsche de Alemania' está cultivada en el banco de germoplasma de cultivos vivos de la Estación experimental Aula Dei de Zaragoza. Está considerada incluida como una variedad local muy antiguas, cuyo cultivo se centraba en comarcas muy definidas, que se caracterizan por su buena adaptación a sus ecosistemas, y podrían tener interés genético en virtud de su características organolepticas y resistencia a enfermedades, con vista a mejorar a otras variedades.

## Características
'Quetsche d'Alsace' árbol de vigoroso crecimiento, con ramas largas y robustas que forman una copa ancha, redonda y despeinada, que da frutos irregulares y ocasionalmente abundantes. Requiere suelo ligero y una posición soleada. Tiene un tiempo de floración que comienza a partir del 16 de abril con el 10% de floración, para el 20 de abril tiene una floración completa (80%), y para el 29 de abril tiene un 90% de caída de pétalos.
'Quetsche d'Alsace' tiene una talla de tamaño pequeño a mediano, de forma elíptico alargada, muy ventruda, ligeramente asimétrica, con la sutura casi imperceptible, línea morada o casi negra, destacando apenas del color general del fruto, superficial o en muy ligera depresión;  epidermis abundantemente recubierta de pruina azulado violácea, ligera pubescencia, casi imperceptible alrededor del punto pistilar, siendo la piel de color azul amoratado casi negro, no siempre uniforme pudiendo verse a veces placas verde amarillentas del color del fondo o zonas rojo vinosas menos coloreadas que el resto.
punteado muy abundante, diminuto, blanquecino con aureola morada casi inapreciable, zonas peduncular y de la sutura libres de punteado; Pedúnculo de longitud mediano, fino, no se aprecia pubescencia, ubicado en una cavidad del pedúnculo de anchura estrechísima y superficial, prácticamente nula; pulpa de color verde o amarillo verdosa, con textura firme, medianamente jugosa, y sabor medianamente azucarado, agradable.
Hueso semi libre, a veces ligera adherencia en las caras laterales, tamaño mediano, elíptico alargado, aplastado, muy asimétrico, zona ventral muy estrecha, surcos laterales poco marcados, el dorsal estrecho y profundo, caras laterales semi rugosas.
Su tiempo de recogida de cosecha se inicia en su maduración en la tercera decena de agosto.

## Usos
La ciruela 'Quetsche d'Alsace' se comen crudas de fruta fresca en mesa, en macedonias de frutas, pero también en postres, repostería, como acompañamiento de carnes y platos. Se transforma en mermeladas, almíbar de frutas, compotas.
En Lorena, Alsacia, y la región de Basilea, el "quetsche" es el aguardiente obtenido por destilación de ciruelas fermentadas. Se consume fresco o a la temperatura de la taza de café. Fue uno de los constituyentes del "diaprun" soluble de la farmacopea marítima occidental en el siglo  XVIII .
Es la base de Pflaumenmus y Powidl. 
También se utiliza para hacer la tarta de ciruelas pasas el día del ayuno de Ginebra.
También se usa para hacer alcohol como slivovitz, particularmente en los países eslavos de Europa central y balcánica (República Checa, Eslovaquia, Eslovenia, Polonia, Serbia, Montenegro, Croacia) pero también en Hungría y Rumanía.

## Cultivo
Autofértil, es una muy buena variedad polinizadora de ciruelos 'Mirabelle'.